# Przekopnica numidyjska
Przekopnica numidyjska (łac. Triops numidicus) – gatunek przekopnicy z rodziny Triopsidae, występujący w północnej i wschodniej Afryce, na Bliskim Wschodzie i Półwyspie Arabskim. Ma spłaszczony tułów okryty z góry owalnym karapaksem. Z tyłu tułowia wychodzi długi ogon zakończony widełkami, a z jego spodu wychodzą liczne odnóża. Ogon i tułów podzielone są na segmenty.

## Taksonomia
Do 2020 roku uważany za podgatunek innej przekopnicy – Triops granarius (z tego powodu jest także słabiej poznany). Populacje z północnych Chin i Syberii wcześniej przypisywane do tego gatunku wyodrębniono jako osobny gatunek – Triops dybowskii.

## Tryb życia
Podobnie jak inne przekopnice zamieszkuje okresowo wysychające zbiorniki wodne. Żyją do 90 dni, a dorosłe osobniki mierzą ponad 6 cm.